# Israel Horovitz
Cet article concerne l'auteur dramatique. Pour le joueur d'échecs Israel Albert Horowitz, voir Al Horowitz.
Pour les articles homonymes, voir Horovitz.
Israel Horovitz, né le 31 mars 1939 à  Wakefield (Massachusetts) et mort le 9 novembre 2020 à New York, est un dramaturge, acteur et réalisateur américain.
Auteur de plus de cinquante pièces de théâtre traduites à ce jour dans une vingtaine de langues différentes et jouées sur toutes les scènes du monde, il est, selon plusieurs médias, l'écrivain américain vivant le plus joué en France, depuis la fin des années 1960 aux années 2010.

## Biographie
Israel Horovitz n’a que dix-sept ans lorsque sa première pièce est jouée à Boston. Quelques années plus tard, il débute à New York avec quatre pièces durant la seule saison 1967-1968. Acteur, metteur en scène et nouvelliste, il n’a pas cessé d’écrire depuis. Ses pièces les plus connues, interprétées notamment par Al Pacino, Richard Dreyfuss, Jill Clayburgh, Diane Keaton, Gérard Depardieu, Pierre Dux et Jane Birkin, sont Le Premier, Sucre d’orge, Clair-obscure, L'Indien cherche dans le Bronx, Le Baiser de la veuve.
Il est aussi l’auteur de nombreux scénarios pour le cinéma. Il a ainsi participé en 1999 au film Sunshine d’István Szabó. Il a été l’adaptateur d’Un homme amoureux de Diane Kurys, avec Greta Scacchi, Claudia Cardinale, Peter Coyote et Jamie Lee Curtis. Il joue dans des films et participe à quelques émissions de télévision. Il est également le directeur artistique du New York Playwrights Lab qu’il a fondé, tout comme de la Gloucester Stage Company pour laquelle il a reçu le prestigieux prix Elliot-Norton.
Son avant-dernière œuvre, My Old Lady, a été adaptée en français sous le titre Très chère Mathilde et jouée en février 2009 au théâtre Marigny avec Line Renaud dans le rôle-titre, et Samuel Labarthe.
Depuis des années, Israel Horovitz entretient des rapports privilégiés avec la France dont il dit : « C’est en France que je finirai mes jours, j’en suis convaincu. Je me sens parmi les miens là-bas ». En 2017, il est, selon Ève Beauvallet, le dramaturge américain le plus joué dans ce pays.
Il meurt le 9 novembre 2020 à New York.
Israel Horovitz est le père d’Adam Horovitz, membre du trio hip-hop Beastie Boys.

## L'auteur et son œuvre
Inspiré par Beckett, Ionesco, le théâtre réaliste américain des années 1950 (Edmund Wilson, Edward Albee, Arthur Miller), est un des plus prolifiques de sa génération. Prolifique mais non prolixe : une écriture au scalpel, précise, concise, implacable. Un réalisme qui « n'a pas grand-chose à voir avec la réalité »[réf. nécessaire]. Cette réalité, Horovitz la transpose, l'enrichit, la dramatise pour lui donner la cohérence, l'ampleur, l'intensité indispensables à l'intérêt de la représentation. Parfois absurde pour mieux nous faire réfléchir, souvent drôle pour mieux nous bluffer, toujours incisif pour mieux nous croquer, il séduit sans complaisance[Interprétation personnelle ?].
Une œuvre singulière, donc, pour un homme particulier, un ton incisif, tendre et cruel à la fois, un humour noir, et des textes ancrés dans la réalité. Il a écrit sur la shoah, le 11 septembre (il habitait à côté du World Trade Center), sur tout ce qui fait l’actualité, et son quotidien[Interprétation personnelle ?]. 

## Affaires judiciaires

### Accusations de viol et d'agressions sexuelles
Le 30 novembre 2017, dans le sillage de l'affaire Harvey Weinstein, la presse annonce que neuf femmes accusent Horovitz d'agression sexuelle, voire de viol,,. Selon l'avocate Frédérique Giffard, qui affirme avoir été victime de ses agissements sexuels et qui a témoigné à ce titre dans le New York Times : « Horovitz s'est soigneusement édifié une image de type bien, dénonçant dans ses pièces l'individualisme et l'injustice, pour se conduire en privé à l'exact opposé ».

## Distinctions
Parmi les nombreuses distinctions obtenues, on peut citer :
- deux Obie Awards
- un Emmy Award
- Prix Plaisir du théâtre (à Paris),
- Prix du jury du festival de Cannes,
- New York Drama Desk Award,
- Prix des Los Angeles Critics
- Prix de littérature décerné par l’Académie Américaine des Arts et des Lettres
- Commandeur de l'ordre des Arts et des Lettres[6]

## Œuvre

### Pièces traduites en français
- L'Indien cherche le Bronx, éditions Théâtrales, 1987
- Quelque part dans cette vie, l'Avant-Scène Théâtre, 1990
- La Marelle, l'Avant-Scène Théâtre, 1993 - éditions Théâtrales, 1995
- Le Baiser de la veuve et Le Premier, éditions Théâtrales, 1995[7]
- Didascalies, l'Avant-Scène   Théâtre, 1993 - éditions Théâtrales, 1995
- Des rats et des hommes, l'Avant-Scène Théâtre, 1994
- Sucre d'orge, éditions Théâtrales, 1995
- Les Rats, éditions Théâtrales, 1995
- Clair-obscur, éditions Théâtrales, 1995
- Acrobates, éditions Théâtrales, 1995
- Stand de tir, éditions Théâtrales, 1995
- Le Soixante-quinzième, éditions Théâtrales, 1995
- Le Champion de basket à la retraite, éditions Théâtrales, 1995
- La Course du 1er mai, éditions Théâtrales, 1995
- Quand Marie est partie suivi de L'Amour dans une usine de poissons, éditions Théâtrales, 1997
- Les Sept Familles, l'Avant-Scène Théâtre, 1998
- Lebensraum (Espace vital), l'Avant-Scène Théâtre, 1998
- Voyage entre père et mère suivi de Terminus, l'Avant-Scène Théâtre, 1999
- Dix pièces courtes, éditions Théâtrales, 1999
- Le Premier, éditions Théâtrales, 2002
- Les Poings qui volent, l'Avant-Scène Théâtre, 2004
- John a disparu suivi de trois pièces courtes, éditions Théâtrales, 2005
- Péchés maternels et autres pièces courtes, éditions Théâtrales, 2006
- Opus Cœur suivi d'Inconsolable, l'Avant-Scène Théâtre, 2006
- Trois semaines après le paradis suivi de Beyrtouh Blues, l'Avant-Scène Théâtre, 2008
- Très chère Mathilde, l'Avant-Scène Théâtre, 2009
- Un New-Yorkais à Paris, Grasset, 2011